# Championnat du Swaziland de football 2017-2018
Navigation
Édition précédente Édition suivante
La saison 2017-2018 du Championnat du Swaziland de football est la quarante-deuxième édition de la Premier League, le championnat national de première division au Swaziland. Les quatorze équipes engagées sont regroupées au sein d'une poule unique où elles affrontent deux fois leurs adversaires, à domicile et à l'extérieur. En fin de saison, les deux derniers du classement sont relégués et remplacés par les deux meilleures équipes de deuxième division.
C'est le tenant du titre, Mbabane Swallows qui remporte à nouveau la compétition cette saison après avoir terminé invaincu en tête du classement final, avec deux point d'avance sur Young Buffaloes FC. C'est le septième titre de champion du Swaziland de l'histoire du club.

## Participants
- Masibini Red Lions FC
- Midas Mbabane City FC
- Manzini Sundowns
- Manzini Wanderers
- Young Buffaloes FC
- Moneni Pirates
- Mbabane Highlanders
- Mbabane Swallows
- Tambuti FC
- Green Mamba
- Royal Leopards FC
- Malanti Chiefs FC - Promu de D2
- Vovovo FC - Promu de D2
- Matsapha United - Promu de D2

## Compétition

### Classement
Le classement est établi sur le barème de points suivant : victoire à 3 points, match nul à 1, défaite à 0.
| Rang | Équipe                | Pts | J  | G  | N  | P  | Bp | Bc | Diff |
| ---- | --------------------- | --- | -- | -- | -- | -- | -- | -- | ---- |
| 1    | Mbabane SwallowsT     | 60  | 26 | 17 | 9  | 0  | 47 | 14 | +33  |
| 2    | Young Buffaloes FC    | 58  | 26 | 17 | 7  | 2  | 45 | 13 | +32  |
| 3    | Green Mamba           | 50  | 26 | 15 | 5  | 6  | 45 | 24 | +21  |
| 4    | Manzini Wanderers     | 42  | 26 | 12 | 6  | 8  | 34 | 30 | +4   |
| 5    | Mbabane Highlanders   | 40  | 26 | 11 | 7  | 8  | 37 | 27 | +10  |
| 6    | Malanti Chiefs FCP    | 38  | 26 | 11 | 5  | 10 | 35 | 42 | -7   |
| 7    | Royal Leopards FCC    | 37  | 26 | 9  | 10 | 7  | 33 | 21 | +12  |
| 8    | Manzini Sundowns      | 35  | 26 | 8  | 11 | 7  | 31 | 24 | +7   |
| 9    | Matsapha UnitedP      | 35  | 26 | 8  | 11 | 7  | 26 | 26 | 0    |
| 10   | Moneni Pirates        | 29  | 26 | 6  | 11 | 9  | 24 | 33 | -9   |
| 11   | Tambuti FC            | 27  | 26 | 7  | 6  | 13 | 26 | 36 | -10  |
| 12   | Vovovo FCP            | 24  | 26 | 7  | 3  | 16 | 24 | 45 | -21  |
| 13   | Masibini Red Lions FC | 14  | 26 | 3  | 4  | 18 | 20 | 47 | -27  |
| 14   | Midas Mbabane City FC | 8   | 26 | 2  | 2  | 22 | 15 | 60 | -45  |

|  | Qualification pour la Ligue des champions de la CAF 2018-2019                             |
|  | Qualification pour la Coupe de la confédération 2018-2019                                 |
|  | Relégation directe en deuxième division                                                   |
|  | T : Tenant du titre C : Vainqueur de la Coupe du Swaziland P : Promu de deuxième division |

## Bilan de la saison
| Championnat du Swaziland de football 2017-2018 |                             |
| Champion                                       | Mbabane Swallows (7e titre) |
| Coupes et trophées                             |                             |
| Vainqueur de la Coupe du Swaziland 2017-2018   | Royal Leopards FC           |
| Qualifications continentales                   |                             |
| Ligue des champions de la CAF 2018-2019        | Mbabane Swallows            |
| Coupe de la confédération 2018-2019            | Royal Leopards FC           |
| Promotions et relégations                      |                             |
| Promus en Premier League                       | Manzini Sea Birds FC        |
| Promus en Premier League                       | Mbabane Citizens FC         |
| Relégués en First Division League              | Masibini Red Lions FC       |
| Relégués en First Division League              | Mbabane Midas City FC       |